# Хачанян, Амвросий
Амвро́сий Миха́йлович Хачаня́н (по другим источникам, отчество — Исаакович или Мисакович; 13 февраля 1894, Трапезунд — 30 июля 1944, Ереван) — армянский советский актер, заслуженный артист Армянской ССР (1935).
Сценический псевдоним — Амбарцум. В 1919 году учился в частной киностудии Никитина в Симферополе. Один из основателей Первого государственного театра Армении (ныне — Академический театр им. Сундукяна), где работал с 1922 года.
С 1933 по 1936 годы — актёр Ереванского Рабочего театра имени Горького.

## Роли в кино
- 1925 — Намус — Бадал
- 1926 — Шор и Шоршор — Шор
- 1926 — Зарэ — Хдо
- 1926 — Раба — эпизод
- 1926 — Злой дух — слуга
- 1928 — Пять в яблочко — боец Красной Армии
- 1928 — Хас-пуш — премьер-министр
- 1931 — Кикос  — Кикос
- 1932 — Мексиканские дипломаты — Хачан
- 1935 — Пэпо — купец Дарчо
- 1940 — Храбрый Назар — Назар